# 숭례문 방화 사건

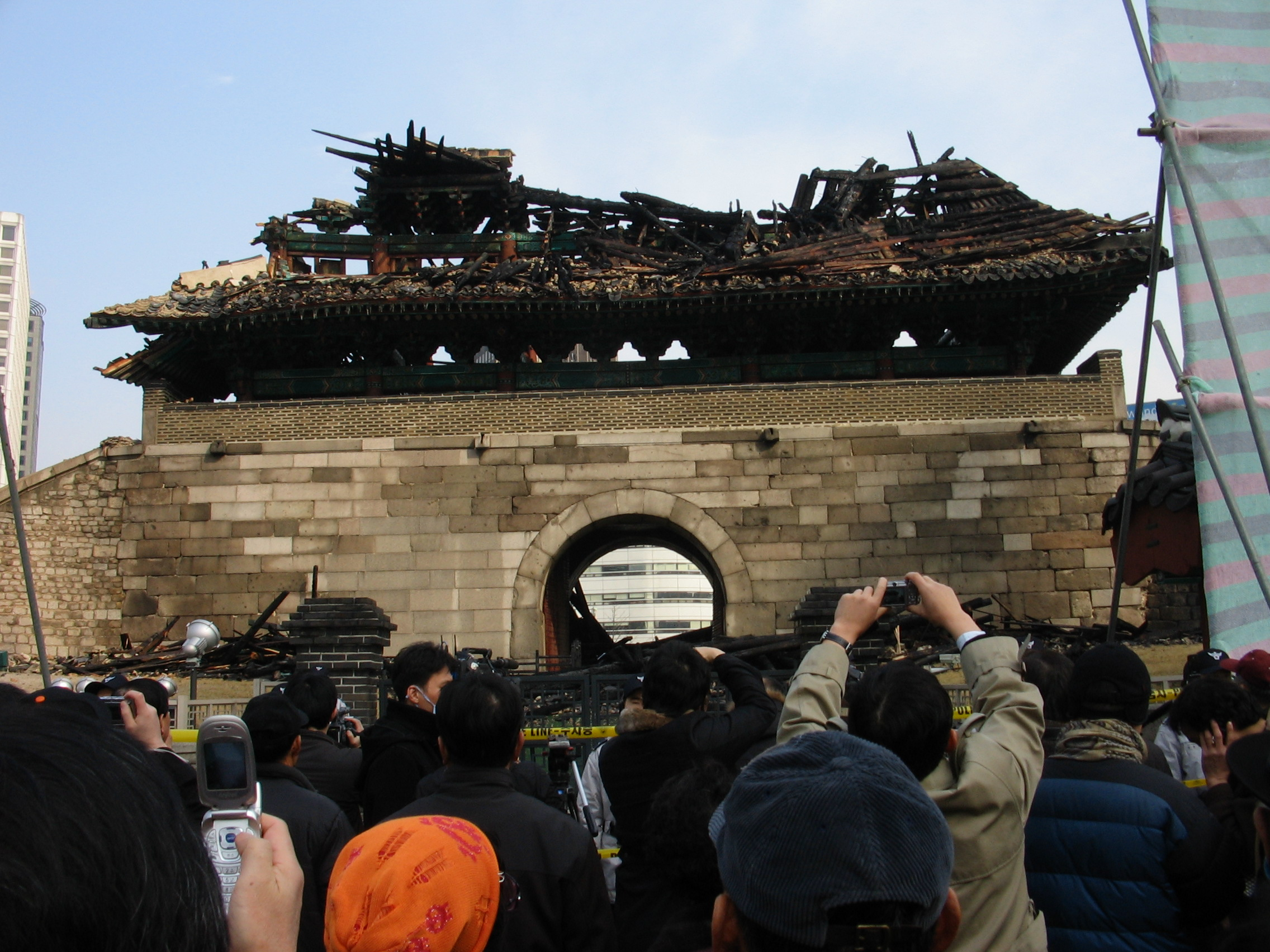
2월 11일 오전 붕괴한 숭례문

숭례문 방화 사건(崇禮門放火事件)은 2008년 2월 10일부터 2월 11일에 걸쳐 숭례문이 방화로 인해 전소된 사건이다.
방화범은 채종기(당시 69세, 경북 칠곡 출신)로 밝혀져 구속 수감되었다(유죄 판정). 화재는 2008년 2월 10일 20시 40분 전후에 발생하여 다음날인 2008년 2월 11일 0시 40분경 숭례문의 누각 2층 지붕이 붕괴하였고 이어 1층에도 불이 붙어 화재 5시간 만인 1시 54분 석축을 제외한 건물이 모두 붕괴되었다. 그 이후 관리소장들은 각 문화재 단청에 CCTV를 달았다.

## 사건

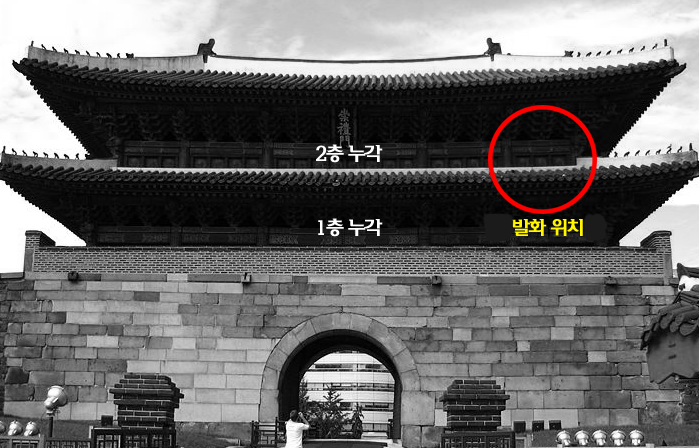
발화 위치

2008년 2월 10일 20시 40분경, 채종기가 시너를 부은 다음 라이터로 불을 붙여서 일어난 불이 흰 연기와 함께 숭례문 2층에서 발생하여 소방 당국은 신고를 받고 소방차 32대, 소방관 128명을 현장에 출동시켜 불씨를 제거하고자 건물 일부를 잘라내고 물과 소화 약제를 뿌리며 화재 진압에 총력을 기울였으나 2월 11일, 0시 25분경, 2층 누각 전체가 불에 휩싸이고 화재 4시간 만에 0시 58분경 지붕 뒷면이 붕괴되기 시작했고 곧 2층이 붕괴되었다. 이어 바로 1층에 불이 붙어 새벽 1시 55분 누각을 받치고 있던 석반만 남긴 채 모두 붕괴되어 발화 5시간 만에 2층 문루는 90%, 1층 문루는 10%가 소실 되었다.

### 피해 규모
누각
2008년 2월 11일, 1시 54분경 1층 문루의 10%가 훼손됐고, 2층 문루의 90% 가량이 훼손되었다.
현판
화재 진압 중이던 오후 11시 5분쯤 숭례문에 걸려있던 현판을 소방관들이 톱으로 떼어내 다른 곳으로 옮겼다. 그러나 화재로 인한 열기로 약간 뒤틀렸다고 한다. 뿐만 아니라, 현판 절단시에 예상외로 무거운 현판을 받칠 도구가 없었기 때문에 대책 없이 지면으로 떨어졌는데, 이때 받은 충격으로 현판 전체에 크고작은 금이 가고 일부 파편이 유실되는 등 심하게 손상되었다.
현판 해체 작업을 담당한 소방관은 불이 2층 누각으로 번지기 시작하자 현판에 대한 우려가 들어 동료와 상의 후 지휘관에 보고, 직접 현판 해체에 나섰다. 그는 해체하려는 순간 현판의 균형이 무너져 이를 힘으로 버텨보려 했으나 예상외의 큰 중량을 받치지는 못하고 현판은 그대로 1층 지붕을 타고 떨어졌으며, 밑으로 떨어뜨리는 것이 본래 의도가 아니었음을 시사했다.

## 화재 원인

### 보도 내용

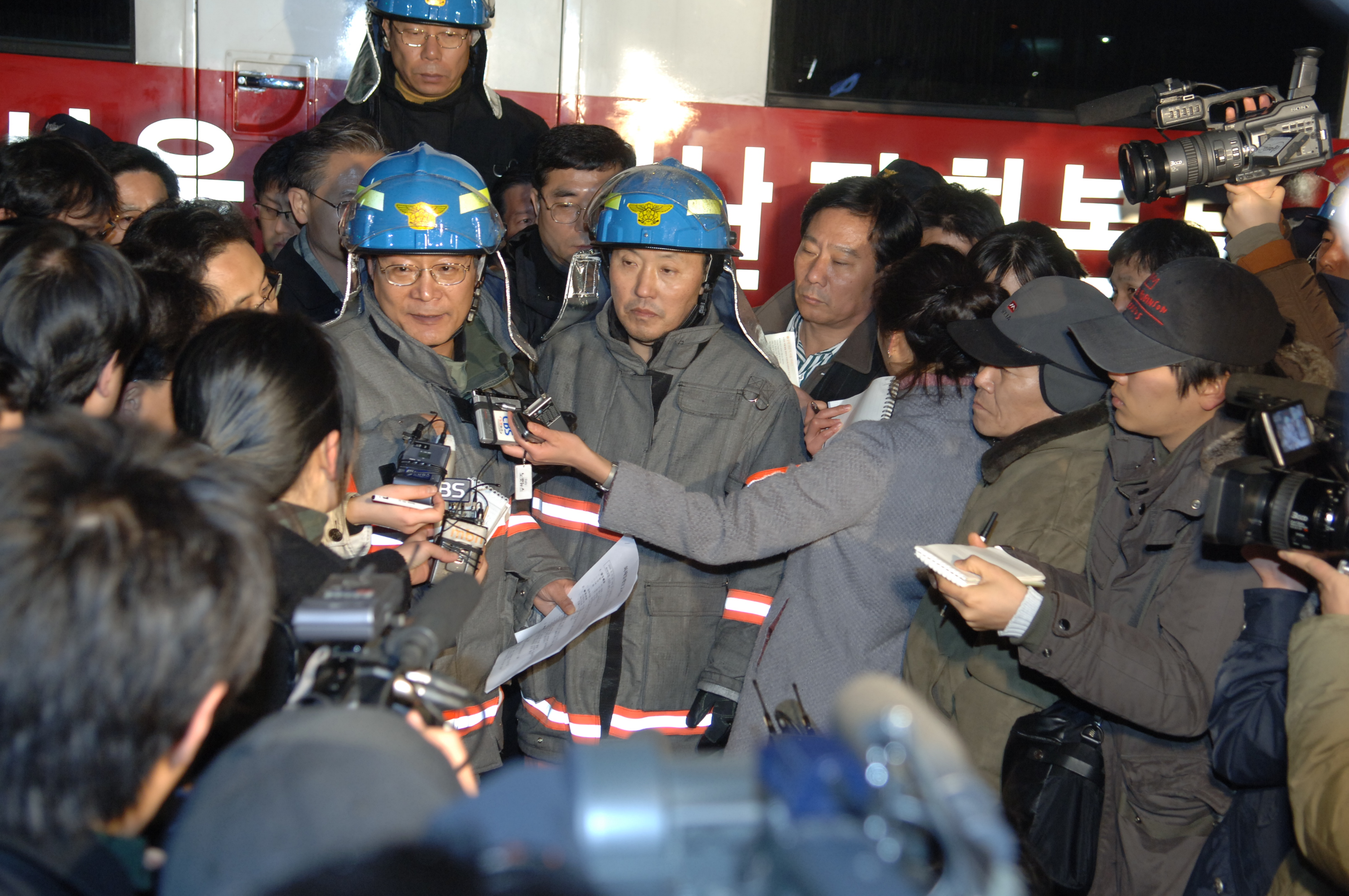
정정기 서울소방재난본부장 기자회견

처음엔 전기시설의 누전 등으로 인한 화재라고 보도되었으나 화재 발화점인 2층에는 전기시설이 없었고 1층에 있었던 전기시설은 정상이었다고 수정보도되었다. 이에 이어 숭례문에 5~60대로 보이는 흰머리의 남성이 흰색 항공점퍼 상의를 입고 가방을 메고서 휴대용 철제 사다리를 타고 철장을 넘어들어가는 것을 보았다는 목격자들의 진술이 이어져 사건의 원인이 방화로 추정된다고 정정 보도되었다. 또, 화재를 신고한 택시기사가 50대로 보이는 남성이 쇼핑백을 들고 숭례문에 올라간 지 1~2분이 지나자 불꽃과 함께 연기가 솟아올랐다는 제보도 있었다. 버스에서 상황을 목격한 첫 번째 목격자는 용의자로 추정되는 인물이 손에 아무것도 들고 있지 않았다고 했지만, 두 번째 택시기사 목격자는 쇼핑백을 들고 있다고 하여 증언이 조금씩 엇갈렸다. 하지만, 양쪽 다 노숙자 행색이라는 점과, 추정 나이대가 비슷한 것으로 볼 때, 동일인물일 가능성 또한 높다고 알려졌다. 경찰은 서울 남대문경찰서에 수사본부를 설치하고 2008년 2월 11일 오전 10시에 첫 공식 브리핑을 발표하였고, 수사가 진전됨에 따라 추가로 숭례문 방화 사건과 관련된 공식 브리핑을 열었다.
한편, 경찰은 숭례문 1층에서 일회용 라이터 2개가 발견됐다고 11일 발표했다. 다만, 이 라이터가 화재 사고와 관련이 있는지는 아직 확인하지 못했다고 밝혔다. 소방당국에서는 발화지점으로 추정되는 나무기둥 아래에서 일회용 라이터 2개와 불에 탄 나뭇조각 등을 발견했다고 설명했다.

### 용의자
합동수사본부는 동년 2월 11일 인천 강화군 하점면에서 69세의 방화 용의자 채종기(1939년, 대한민국 경상북도 칠곡군)를 붙잡아 수사에 들어갔다. 그는 목격자들의 증언과 비슷한 인상착의(옷, 가방 등)를 하고 있었으며 그의 자택에서 진술과 동일한 종류의 사다리, 의류, 시너 1병을 발견하고 유력 용의자로 지목, 구류 및 추궁에 들어갔다. 그는 2006년 4월에도 창경궁 문정전에 방화하여 400만원 상당의 피해를 입히고 집행유예를 선고받은 것으로 드러났다.
그리고 2월 12일, 채종기는 범행을 시인했다. 자신이 소유하고 있던 토지 보상문제에 불만을 품어 범행을 자행했으며, 2006년 창경궁 방화 때와 같은 동기로 밝혀졌다. 경찰은 용의자의 범행자백을 토대로 증거확인 작업에 나섰다.
그리고 채종기가 지난 2006년에 작성한 '오죽하면 이런 짓을 했겠는가'라는 제목의 편지에는 본인이 창경궁에 놀러 갔으며 그곳에서 우연히 불이 났는데 가까이 있었다는 이유로 방화범으로 몰렸고, 방화범으로 몰리면 어쩔 수 없으니, 거짓 자백을 하라는 변호사의 말에 따라 거짓 자백을 하였고, 또 공탁금을 500만원을 걸었는데 국가에서는 오히려 1500만원의 돈을 내놓으라고 했다며, 내 자식이라도 내가 범인이 아니라고 믿어줬으면 한다는 말로 끝을 맺었다. 이런 억울한 누명을 써서 숭례문에 불을 질렀다고 그는 진술했다.
서울 남대문경찰서는 2월 13일 대한민국 문화재보호법 위반으로 채종기에 대해 구속영장을 신청했다.
2월 14일, 경찰은 채종기의 신발에서 숭례문에 칠해져 있는 것과 동일한 성분의 시료를 채취, 이를 결정적 증거로 보고 혐의 사실의 입증을 확신했다. 경찰은 전날 확보한 당일 감시 카메라 녹화 영상에서 채종기의 모습을 확인했으며, 이것이 그의 증언과 일치한다는 점 또한 증거로 내놓고 있다.
10월 9일, 대법원은 채종기에게 징역 10년을 선고한 원심을 확정하였다.

## 복원

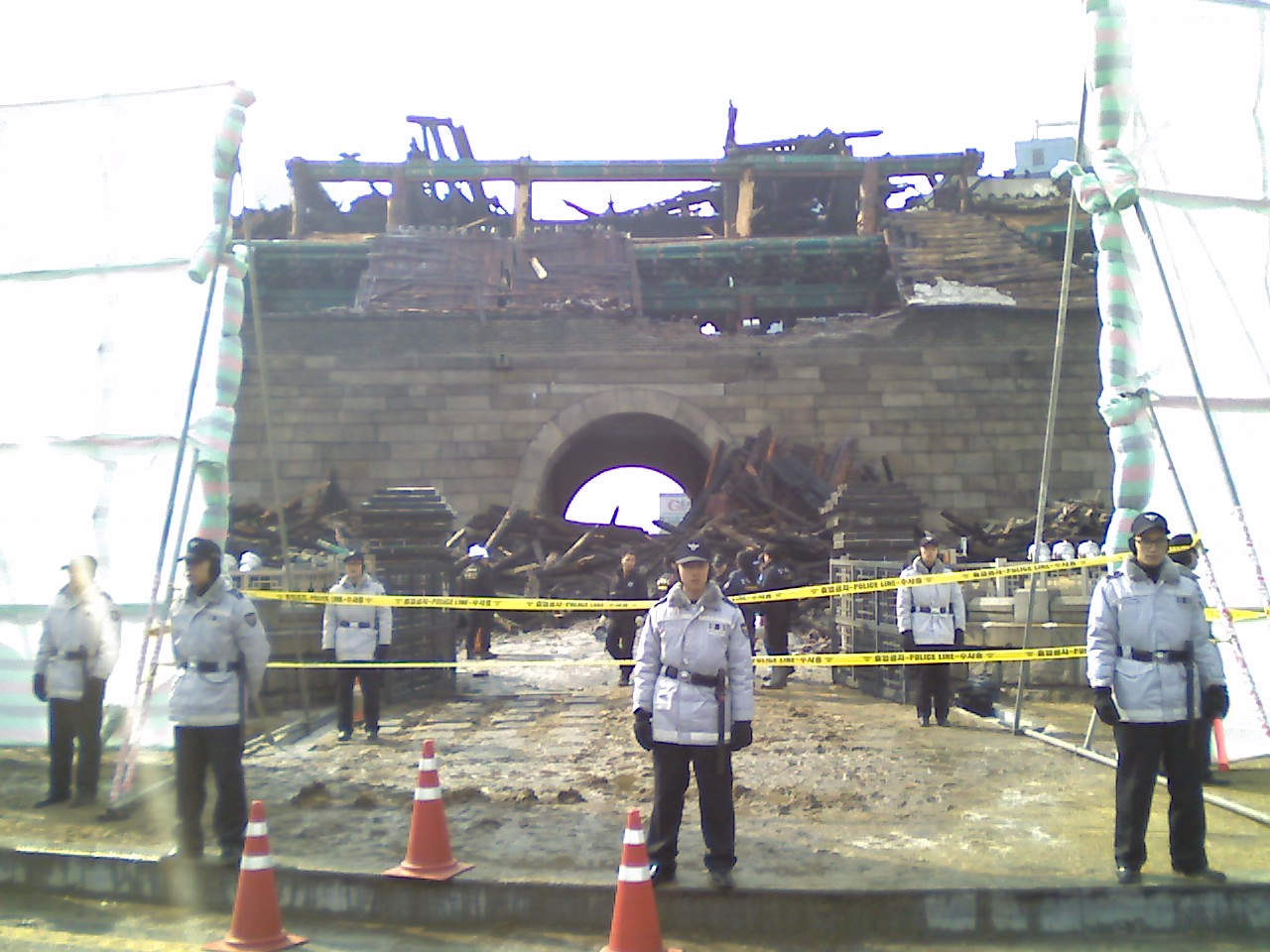
화재 다음날, 경찰들이 숭례문 주변을 지키고 있다.

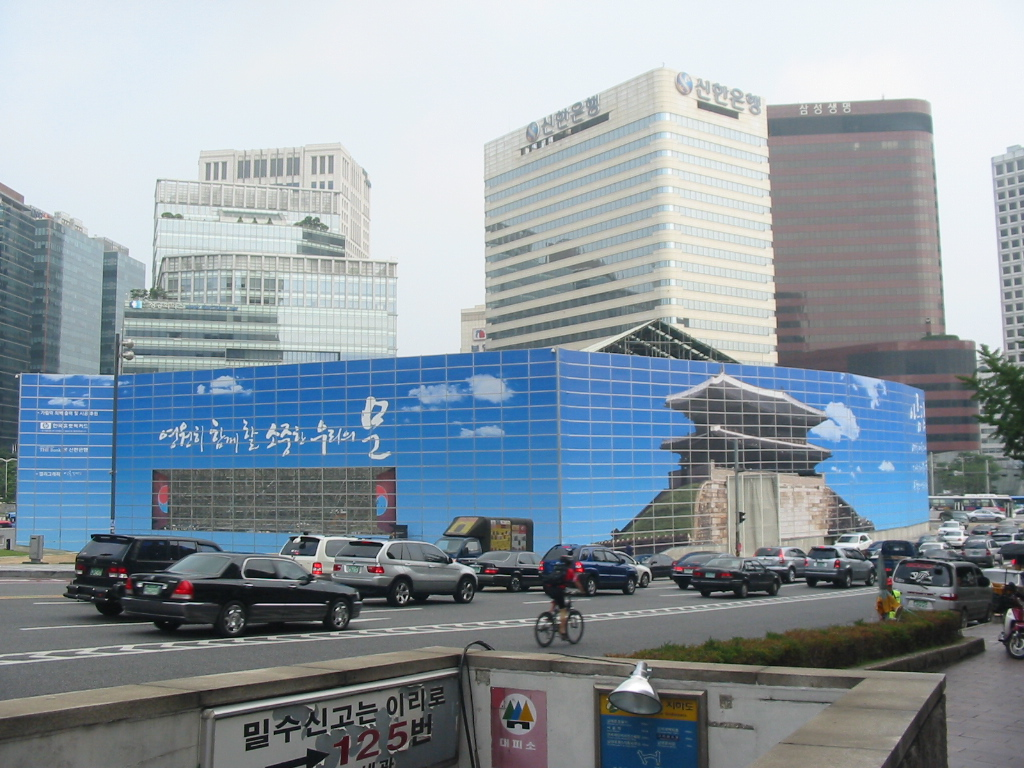
가림막으로 둘러 쌓인 숭례문 복원 현장.

화재로 붕괴한 국보 1호 숭례문의 원형 복원에는 2~3년가량이 걸리며 예산은 200억 원 정도 소요될 것으로 추정된다. 그러나 숭례문의 주요 부분들이 불에 탔기 때문에 원형 그대로 재현하기는 불가능할 것으로 보인다. 중요 목조문화재 방재시스템 구축사업의 하나로 2006년 숭례문의 실측 도면을 작성해두었기 때문에 기술적으로 원형 복원은 가능한 상황이다. 복원 사업은 문화재위원회 심의 등을 거쳐 서울특별시 중구청 주도로 진행될 예정이다. 숭례문은 한국 전쟁으로 말미암은 피해를 복원하고자 지난 1961년~1963년 한차례 대규모 해체, 보수공사를 거친 바 있으며 이후에는 소규모 정비공사가 진행됐다. 문화재청은 일제강점기에 숭례문 양측의 성벽이 잘라내어져 성곽 문루가 당당한 모습을 잃어버린 채 고립됐다며 이번 복원 과정에서 숭례문에 양 날개의 성벽을 달아주는 방안과 원래보다 약 1.5m 정도 올라와 있는 지표를 원상으로 회복시키는 일을 서울시와 논의하고 있다.
그러나 사실상, 복원에 쓸 수 있는 대형 대한민국산 금강 소나무의 확보에도 오랜 시간이 걸리며, 이를 안전히 사용하기 위해 건조하는 데만도 3년이 넘기 때문에, 전문가들은 최소기한을 5년으로 보고 있다. 잔해상태의 확인과 이의 재활용 여부, 그리고 건축에 사용된 나무의 수령과 재질, 사용연장 등의 조사에도 장기간 소요되기 때문에, 전문가들은 당장의 추가붕괴와 훼손을 막기 위해 덧집을 씌우는 것이 시급하다고 밝혔다.
대한민국 문화재청은 2008년 8월 15일 복구현장을 공개했고, 2013년 4월 29일 복원 사업을 마쳤으며, 2013년 5월 4일에 완공식과 함께 복원된 숭례문을 일반 시민들에게 공개했다.
또한, 문화재청은 옛 성곽자리를 그림으로도 복원하겠다고 밝히며 도로위에 옛 성곽자리를 표시했다.

### 가림막 설치
2월 12일부터 중구청에 의해 숭례문 주위에 6m 높이의 임시 가림막이 설치되기 시작했다. 2월 13일에는 15m 높이의 이중 가림막이 설치되었다. 높이가 12.5m인 숭례문 주위에 15m의 가림막이 추가로 설치되어, 인근 고층 건물에 오르지 않고서는 숭례문을 볼 수 없게 되었다. 이에, 사고 현장을 감추기만 하려는 것이 아니냐는 비난이 쇄도하자 중구청에서는 강화 플라스틱 소재로 제작된 투명한 판넬로 가림막을 설치하겠다고 약속했다. 실제로 관람창을 여러 개 만들어두어 시민들이 관람창 사이로 불타버린 숭례문을 볼 수 있도록 하고 있다.
문화재청은 여론을 반영해 3개월 후인 2008년 5월 경에는 가림막을 제거, 낮은 울타리를 설치한 후 복원과정을 공개하기로 했다. 단, 복원 작업 중 비바람을 맞아 추가 붕괴 위험이 생기지 않도록 안전 덮개를 씌우기로 했다.

## 논란

### 화재 진압에 대한 논란
숭례문 화재를 진압하는 데 5시간 이상이 소요되면서 화재 초기 소방 당국과 문화재청의 대처가 문제가 있었다는 논란이 있다. 또한, 숭례문 내에 배치된 소화기가 1,2층에 나눠 배치되고 상수도 소화전이 설치된 것과 사설 경비 업체의 무인 경보 시스템에 의존하였으며, 화재 감지기, 경보 설비 등은 전혀 없었다는 점도 화재 예방의 취약점으로 드러났다. 소방당국은 초기 진화 과정에서 숭례문이 국보 1호라는 점을 고려해서 신중한 진압작업을 펼쳤으나 정확한 발화지점을 찾지 못하고 소화 약재를 뿌리는 등 결국 초기 진압에 실패했다.

### 복구 및 보험에 대한 논란
또한 숭례문의 문화재 보험금이 9500만 원밖에 되지 않아, 개방을 했음에도 관리가 이뤄지지 않았다는 비판을 받기도 하였다.

### 책임 논란
숭례문 화재와 관련하여 책임 논란들이 있었다. 방화범을 제외하고 숭례문 화재에서 숭례문을 개방한 서울특별시청과 중구청(지자체)에 대한 책임론이 대두되었다. 2004년 5월 27일 당시 서울시장이던 이명박은 숭례문 개방을 공약하였으며 문화재청의 부정적 견해를 무시하고 공사를 해 2006년 6월 28일 숭례문의 홍예문까지 개방하여 일반 시민들이 접근하기 쉽도록 하였다. 이러한 숭례문 개방 사업은 청계천 복원사업과 함께 중요 치적으로 선전되었다. 이후 주간에는 근무자가 경비하였으나 2008년 초부터는 무선용역경비 업체인 KT텔레캅이 경비하도록 하였는데 이것이 방화범이 접근이 용이하게 하였다는 화근이 되었다는 비판을 받고 있다. 2005년부터는 삼성 에스원에게 유료로 맡겨오다가, 예산절감을 이유로 2008년 1월 문화재 지킴이 캠페인으로 무료경비를 자처한 KT텔레캅측으로 경비를 넘기며 경비인원과 경비재 및 경비횟수가 대폭 감소했다.
한편 유홍준 문화재청장은 2월 12일 국무회의 전 인터뷰에서 "파괴돼도 좋으니까 진화하라"고 사고 당시 소방방재청에 위임했었음을 밝혔다. 현재 문화재 관리책임은 지자체 즉 이 사건에서는 서울특별시청에 있지만 총괄적 지도 감독 및 지원은 문화재청의 책임임을 인정하였다. 결국 유홍준은 2월 12일 국립고궁박물관에서 기자간담회를 갖고 "숭례문 화재 사건을 책임을 지고 대통령에게 사직서를 제출했다"고 발표했다.
당시 대통령 당선자였던 이명박은 국민성금으로 숭례문을 복원하자고 제안하였으며 2008년 정부 출범 이후 국민 모금운동을 전개하겠다고 주장하였다. 그러나 이후 국민에 책임을 전가하고 정부와 지자체의 책임을 희석시키고자 강제 모금을 기획한다는 비판이 거세지자, 이경숙 대통령직 인수위원장은 "이 당선인의 본의가 제대로 전달되지 않은 것 같다"며 강제모금의 의도가 아니라고 해명했다. 또한 이경숙 인수위원장은 숭례문 화재가 "당대를 사는 우리 모두의 책임"이라며 반성한다고 말했다.
한편 숭례문에 발생한 화재 진화에 필수적인 실측 도면이 화재 발생 2시간 후에 소방당국에 뒤늦게 전달된 것으로 드러나, 진화 과정에서의 문제점도 다수 지적되었다.

## 같이 보기
- 채종기
- 숭례문